# Baal
Baal [baʿal] je semitski naziv, ki pomeni gospod. Tako je bil uporabljen za več različnih bogov, duhov, demonov in celo za nekatere človeške uradnike. Baal je bil tako bog sonca, dežja, groma, plodnosti, kmetijstva, nebes ...
Žrtvovali so mu otroke. Sežigali so jih v jamah ali v železnih kipih v podobi boga. Otroka so položili kipu v (moloh) roke, od tam pa je zdrknil v ogenj. Krike je preglasila glasna glasba bobnov. Baal je zahteval tudi žrtvovanje prvega ječmena v letu, prvih jagenjčkov, ob posebnih priložnostih so mu darovali tudi bike.
Po njem se še danes imenuje libanonsko mesto in svetišče Baalbek.